# بنيامين فيكتور كوهين
بنيامين فيكتور كوهين (بالإنجليزية: Benjamin Victor Cohen)‏ (و. 1894 – 1983 م) هو محامي من الولايات المتحدة الأمريكية . ولد في مونسي .
توفي في واشنطن العاصمة .

## التعليم
تعلم في جامعة شيكاغو، وكلية هارفارد للحقوق.